# Naloxegol
A naloxegol (INN; PEGilált naloxol; kereskedelmi nevek: Movantik és Moventig) egy szelektív, perifériás μ-opioid receptor antagonista. In vitro receptorkötődési vizsgálatokban δ- és κ-opioid receptorok esetében csak alacsony affinitást mutatott. Ezt a hatóanyagot, amelyet opioid indukálta székrekedés kezelésére alkalmaznak, az AstraZeneca fejlesztette ki, és a Nektar Therapeutics engedélyeztette. Használatát 2014-ben jóváhagyták krónikus, nem daganatos fájdalommal rendelkező felnőtt betegekben. 25 mg-os napi dózisát 52 hétig biztonságosnak és jól tolerálhatónak találták. Az opioid fájdalomcsillapítókkal történő egyidejű alkalmazás esetén a naloxegol csökkentette a székrekedéssel kapcsolatos mellékhatásokat, miközben fennmaradt az analgézia hasonló szintje.
A leggyakoribb mellékhatások a hasi fájdalom, a hasmenés, az émelygés, a puffadás, a hányás és a fejfájás. Tiszta opioid antagonistaként a naloxegol nem okoz gyógyszerabúzust.
A naloxegol korábban az Egyesült Államokban a II. jegyzékben – azok a hatóanyagok, vegyi anyagok tartoznak bele, amelyek esetében nagy a visszaélés lehetősége, alkalmazásuk súlyos pszichés és fizikai függőséget okozhat – szereplő hatóanyag volt az ópium-alkaloidokkal való kémiai hasonlósága miatt, de a közelmúltban visszasorolták a vényköteles gyógyszerek közé, miután az FDA arra a következtetésre jutott, hogy ennél a vegyületnél – a vér-agy gáton való áthatolhatatlansága miatt – potenciálisan gyógyszerabúzus lehetősége nem áll fenn, így a naloxegol korábbi korlátozását 2015. január 23-án hivatalosan megszüntették.

## Orvosi alkalmazás
A naloxegol az opioidok által kiváltott székrekedés (opioid-induced constipation, OIC) kezelésére szolgál, krónikus, nem daganatos fájdalomban szenvedő betegeknél. A naloxegol alkalmazásának megkezdése előtt ajánlott minden egyéb hashajtó alkalmazását leállítani, vagy legalább 3 nap szünetet tartani. A naloxegolt éhgyomorra kell bevenni, legalább két órával az utolsó étkezés után.

## Hatásmechanizmus
Kémiailag a naloxegol az α-naloxol pegilezett (polietilénglikol-módosított) származéka. A molekulában az α-naloxol 6-α-hidroxilcsoportja éterkötésen keresztül kapcsolódik a PEG monometoxi-terminált n=7 oligomer szabad hidroxilcsoportjához. Az „n=7” meghatározza a két szénatomot tartalmazó etilének számát és így a csatolt PEG-lánc lánchosszát, továbbá a „monometoxi” azt jelzi, hogy a PEG terminális hidroxilcsoportja metilcsoporttal van zárva. A naloxol 6-α-hidroxil oldalláncának pegilezése megakadályozza a hatóanyag átjutását a vér-agy gáton (blood-brain barrier, BBB). Hasonló – azonban ellentétes hatást elérő – példa, a perifériás opioidreceptor-agonista hatású loperamid, amelyet opiát receptort célzó hasmenésellenes szerként használnak, s amely nem okoz hagyományos opiát mellékhatásokat, mivel egészséges egyénekben nem képes felhalmozódni a központi idegrendszerben.

## Metabolizmus
A naloxegolt elsősorban a CYP P450 3A4 enzimrendszer metabolizálja és a P-glikoprotein transzporter szubsztrátja. E hatóanyag együttes alkalmazása erős vagy mérsékelt CYP3A4 vagy P-glikoprotein inhibitorokkal (pl. ketokonazol, diltiazem) jelentős növekedést eredményez a naloxegol AUC és Cmax értékeiben, így az együttes alkalmazást kerülni kell, vagy dózismódosítás szükséges. A vizsgálatok összesen 6 metabolitot azonosítottak a vérplazmában, a vizeletben és a székletben. Ezek a metabolitok N-dealkilezéssel, O-demetilezéssel, oxidációval és a PEG-lánc részleges elvesztésével jöttek létre.

## Fordítás
Ez a szócikk részben vagy egészben  a   Naloxegol című angol Wikipédia-szócikk ezen változatának fordításán alapul.  Az eredeti cikk szerkesztőit annak laptörténete sorolja fel. Ez a jelzés csupán a megfogalmazás eredetét és a szerzői jogokat jelzi, nem szolgál a cikkben szereplő információk forrásmegjelöléseként.